# Raymond Bazin
Pour les articles homonymes, voir Bazin.
Raymond Bazin, né le 9 juillet 1866 à Pont-l'Évêque et mort le 17 février 1926 à Dieppe, est un journaliste français. Il fonda le journal La Vallée d'Auge avant de prendre la direction du journal L'Éclaireur. 

## Biographie
Il fut membre de l'association « Les Amys du Vieux Dieppe », ainsi que de la commission pour l'érection du buste de Guy de Maupassant au château de Miromesnil à Tourville-sur-Arques.
Il fut auteur et musicien dans le groupement les Escholiers comédiens.
En 1905, il demeure 57 rue Gambetta à Dieppe.

## Œuvres
- À travers les rues de Dieppe (1890) ;
- Rose Harel, la servante-poète normande, 1826-1885, un recueil sur Rose Harel (1903) ;
- Ombres japonaises (1904) ;
- Les Grandes Époques normande, La fronde en Normandie (1905) ;